# مورن روژ، گرنادا
مورن روژ، گرنادا (به لاتین: Morne Rouge) یک منطقهٔ مسکونی در گرنادا است که در Saint George Parish, Grenada واقع شده‌است. مورن روژ ۱۰ متر بالاتر از سطح دریا واقع شده‌است.